# Bousseraucourt
Bousseraucourt ist eine französische Gemeinde im Département Haute-Saône in der Region Bourgogne-Franche-Comté.

## Geographie
Bousseraucourt liegt auf einer Höhe von 290 m über dem Meeresspiegel, 15 km nördlich von Jussey und etwa 42 km nordnordwestlich der Stadt Vesoul (Luftlinie). Das Dorf erstreckt sich im äußersten Nordwesten des Departements, östlich des Saônetals, am Rand eines Hochplateaus.
Die Fläche des 7,58 km² großen Gemeindegebiets, das auf drei Seiten vom Gebiet des Départements Vosges umgeben ist, umfasst einen Abschnitt im Bereich des oberen Saônetals. Der zentrale Teil des Gebietes wird vom Tal des Baches Vadry eingenommen, der für die Entwässerung nach Süden zur Saône sorgt. Flankiert wird das Tal auf beiden Seiten von einer Hochfläche, im Westen vom Haut de la Fraude (bis 300 m), im Osten vom Plateau von Bousseraucourt, das durchschnittlich auf 300 m liegt. Es wird überwiegend landwirtschaftlich genutzt. Mit 347 m wird auf einer Kuppe nahe der Höhe La Justice die höchste Erhebung von Bousseraucourt erreicht. Die südöstliche Abgrenzung bildet der Ruisseau de l'Étang. Nach Süden erstreckt sich das Gemeindeareal bis in die Talniederung der Saône. In geologisch-tektonischer Hinsicht besteht das Gelände aus einer Wechsellagerung von sandig-mergeligen und kalkigen Sedimenten, die während der Lias (Unterjura) abgelagert wurden. An verschiedenen Orten tritt Muschelkalk aus der Trias zutage.
Nachbargemeinden von Bousseraucourt sind Fignévelle, Godoncourt und Regnévelle im Norden, Ameuvelle im Osten, Jonvelle im Süden sowie Grignoncourt im Westen.

## Geschichte
Überreste eines gallorömischen Landgutes sowie eines Gräberfeldes mit zahlreichen Beigaben zeugen von einer frühen Besiedlung des Gebietes. Ferner wurde ein Gräberfeld aus der Merowingerzeit entdeckt.
Erstmals urkundlich erwähnt wird Bousseraucourt im Jahr 1179 unter den Namen Busserinicurte, 1223 als Bosserecort. Der Ortsname ist vom germanischen Personennamen Bos(c)elinus und dem altfranzösischen Wort cort (Gehöft) abgeleitet. Im Mittelalter gehörte Bousseraucourt zur Freigrafschaft Burgund und darin zum Gebiet des Bailliage d’Amont. 1480 gehörte das Dorf Thiébaud de Gevigney. Es war lange Zeit zwischen der Freigrafschaft und dem Barrois geteilt und gelangte erst 1704 endgültig an Frankreich. Heute ist Bousseraucourt Mitglied des Gemeindeverbandes Hauts du Val de Saône.

## Sehenswürdigkeiten

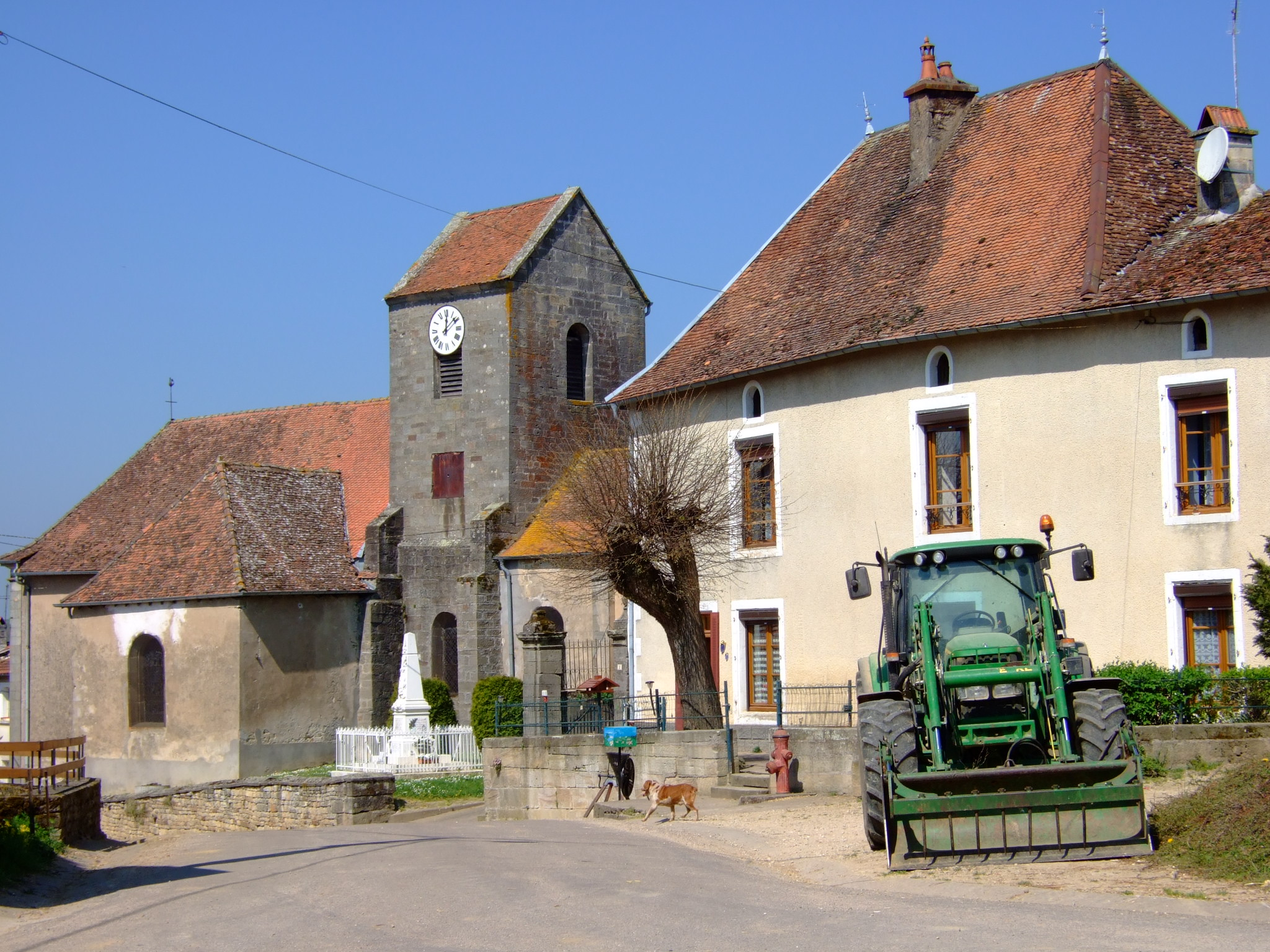
Kirche Saint-Étienne

Die Kirche Saint-Étienne stammt ursprünglich aus dem 13. Jahrhundert. Erhalten sind aus dieser Zeit der gotische Chorraum und Seitenkapellen, während das Schiff im 19. Jahrhundert neu erbaut wurde. Zur wertvollen Innenausstattung gehören eine Madonnenstatue aus dem 14. Jahrhundert, ein Taufbecken aus dem 16. Jahrhundert und ein silbernes Ziborium (17. Jahrhundert). Die Kirche gehört mit 15 anderen zur Seelsorgeeinheit Passavant-Corre-Jonvelle im Dekanat Faverney-Jussey des Erzbistums Besançon. Gottesdienste finden in Bousseraucourt nur wenige Male im Jahr statt.
Nördlich des Dorfes befinden sich die Ruinen einer Einsiedelei.

## Bevölkerung
| Jahr                       | 1962 | 1968 | 1975 | 1982 | 1990 | 1999 | 2009 | 2020 |
| Einwohner                  | 144  | 125  | 87   | 78   | 69   | 59   | 57   | 46   |
| Quellen: Cassini und INSEE |      |      |      |      |      |      |      |      |

Mit 45 Einwohnern (1. Januar 2022) gehört Bousseraucourt zu den kleinsten Gemeinden des Départements Haute-Saône. Während des gesamten 20. Jahrhunderts nahm die Einwohnerzahl kontinuierliche ab (1881 wurden noch 346 Personen gezählt).

## Wirtschaft und Infrastruktur
Bousseraucourt ist noch heute ein vorwiegend durch die Landwirtschaft (Ackerbau, Weinbau und Viehzucht) geprägtes Dorf. Außerhalb des primären Sektors gibt es nur wenige Arbeitsplätze im Ort. Einige Erwerbstätige sind deshalb Wegpendler, die in den größeren Ortschaften der Umgebung ihrer Arbeit nachgehen.
Die Ortschaft liegt abseits der größeren Durchgangsachsen an einer Departementsstraße, die von Jonvelle nach Regnévelle führt. Weitere Straßenverbindungen bestehen mit Grignoncourt, Fignévelle und Ameuvelle.